# نيكولاس رينالدي (شاعر)
نيكولاس رينالدي (بالإنجليزية: Nicholas Rinaldi)‏ (1934)؛ شاعر وروائي أمريكي.